# Фердинанд Марсен
Фердинанд Марсен (фр. Ferdinand de Marsin; 10. фебруар 1656 – 7. септембар 1706) је био француски маршал.

## Биографија
Рођен је 1656. године у Лијежу. У Деветогодишњем рату учествује у биткама код Флериса и Ландена. У Рату за шпанско наслеђе сменио је 1703. године маршала Вилара на положају команданта француске армије (34.000 људи) у Немачкој. У бици код Блиндхајма 1704. године је претрпео пораз командујући снагама на левом крилу, али је успео да се извуче. После тога се повукао на Рајну где је 1705.6 године командовао француском армијом у Алзасу и одбио упад савезника у Француску. Смртно је рањен у бици код Торина.